# فرانشيسكا ايستوود
فرانشيسكا ايستوود (بالإنجليزية: Francesca Eastwood) هي عارضة ونجمة اجتماعية وممثلة أمريكية، ولدت في 7 أغسطس 1993 في الولايات المتحدة.

## أعمال

### أفلام
- (2014) جيرسي بويز[5][6]

## وصلات خارجية
- فرانشيسكا ايستوود على موقع IMDb (الإنجليزية)
- فرانشيسكا ايستوود على موقع ميتاكريتيك (الإنجليزية)
- فرانشيسكا ايستوود على موقع روتن توميتوز (الإنجليزية)
- فرانشيسكا ايستوود على موقع قاعدة بيانات الأفلام العربية
- فرانشيسكا ايستوود على موقع ألو سيني (الفرنسية)
- فرانشيسكا ايستوود على موقع تيرنر كلاسيك موفيز (الإنجليزية)
- فرانشيسكا ايستوود على موقع أول موفي (الإنجليزية)
- فرانشيسكا ايستوود على موقع قاعدة بيانات الأفلام السويدية (السويدية)
- فرانشيسكا ايستوود على موقع قاعدة بيانات الفيلم (الإنجليزية)
- فرانشيسكا ايستوود على موقع ليتربوكسد (الإنجليزية)